# Clube de Regatas Almirante Barroso
O Clube de Regatas Almirante Barroso é um clube brasileiro de remo, sediado na cidade de Porto Alegre, capital do estado do Rio Grande do Sul.

## História

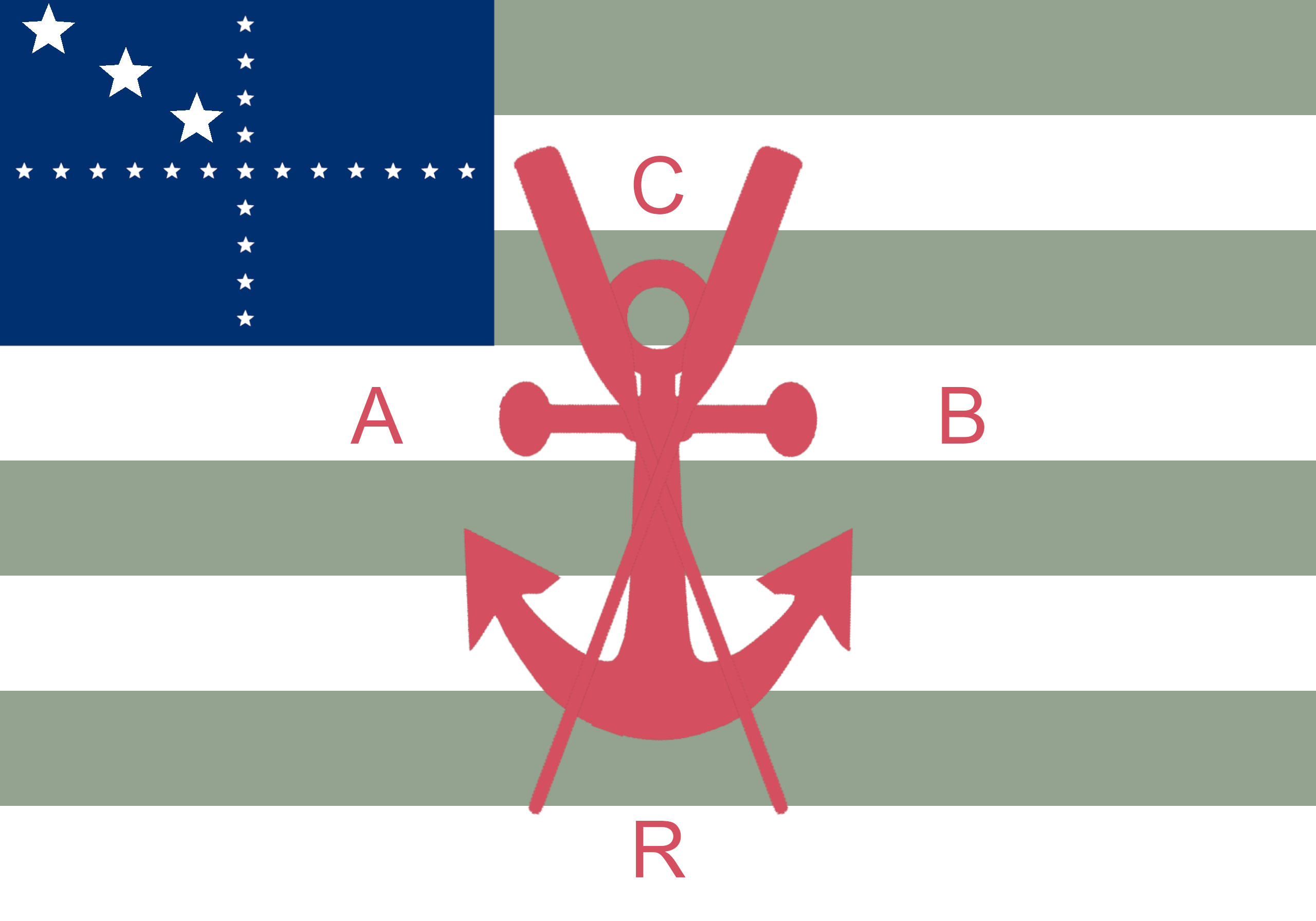
Bandeira do Clube em 1924

O Almirante Barroso foi fundado no dia 26 de fevereiro de 1905 por remadores dissidentes do Ruder Verein Germânia. O primeiro presidente do clube foi Pedro Adams.
Em 1935, venceu o Campeonato Brasileiro de Remo, feito que seria repetido em 1940. Neste mesmo ano, participou da Regata Internacional de Montevidéu e do Campeonato Sul-Americano de Remo. Ainda em 1940, sua sede foi destruída por um incêndio.
Em 1961, o presidente do clube, Saturnino Vanzelotti, propôs a fusão com o Esporte Clube São José. A fusão, porém, não obteve sucesso e foi posteriormente desfeita.
- Títulos*

Campeonato Gaúcho de Remo 22
1929,1934,1935,1936,1937,1938,1939,1940,1941,1942,1943,1944,1945,1946,1948,1949,1950,1951,1952,1953,1954,1955